# Georg Brandes (Sänger)

Georg Brandes

Georg Wilhelm Brandes (29. März 1836 in Hannover – 14. August 1901) war ein deutscher Opernsänger (Bariton), Theaterregisseur und -intendant.

## Leben
Brandes begann seine Bühnentätigkeit 1862 in Trier, war dann in Chemnitz, Stettin, Königsberg, Braunschweig und Frankfurt von 1872 bis 1881 als Sänger und später als Regisseur erfolgreich tätig und übernahm 1883 die Leitung des Stadttheater Breslau, die er bis 1892 führte. Von 1892 bis 1894 leitete er das Stadttheater Mainz und wirkte von 1895 bis 1899 abermals als Oberregisseur in Frankfurt. Hierauf zog er sich von der Bühne zurück. Er war Mitglied der Frankfurter Freimaurerloge Zur Einigkeit sowie der Königsberger Loge Immanuel.
Seine Töchter waren Margarethe Brandes und Helene Brandes (Opernsängerinnen) sowie Wilhelmine Brandes und Alice Brandes-Verden (Theaterschauspielerinnen).